# Jools Holland
Julian Miles Holland, detto Jools (Londra, 24 gennaio 1958), è un pianista, musicista, compositore, showman e conduttore televisivo inglese.

## Biografia
Nel 1974, a sedici anni, diventa tastierista del gruppo pop Squeeze, con cui realizza un EP (Packet of Three) e il primo disco. Nel 1978 debutta da solista con Boogie Woogie, decidendo dopo pochi mesi dalla pubblicazione di questo lavoro di uscire dagli Squeeze.
Nel 1981 pubblica un album col il nome Jools Holland & His Millionaires, a cui seguono alcuni singoli e la formazione di un altro progetto chiamato The The. 
Nel 1984 realizza Jools Holland Meets Rock-a-Boogie Billy.
Ritorna con gli Squeeze nel 1985 incidendo Così Fan Tutti Frutti a cui seguono diversi altri dischi nei primi anni '90.
Ha anche una sua band, la Jools Holland & His Rhythm and Blues Orchestra, con la quale produce diversi lavori a partire dal 1994.
Nel corso della carriera lavora anche con Sting, Eric Clapton, Mark Knopfler, George Harrison, David Gilmour, Bono, Tom Jones, Magazine, decine di altri artisti internazionali tra cui, nel 2017, con José Feliciano con cui realizza un album di Jazz e R&B che lo riporterà nelle classifiche inglesi dopo 40 anni
Dal 1992 è presentatore nello show Later... with Jools Holland, un programma musicale in onda sulla BBC2, sul quale è basato anche l'annuale Hootenanny. Entrambi i programmi sono ancora attivi.
Nel 2000 è la volta dell'album Hot the Wag.
È apparso anche in diversi film come Spice Girls - Il film (1997), Mangia il ricco (1987) e Me and Orson Welles (2008).